# Ermita de San Esteban (Urdaiaga)
La ermita de San Esteban es un inmueble de la localidad española de Urdaiaga, en la provincia de Guipúzcoa.

## Descripción
El edificio se encuentra en la entidad de población española de Urdaiaga, del municipio de Usúrbil, perteneciente a la provincia de Guipúzcoa, en la comunidad autónoma del País Vasco. Se menciona como iglesia parroquial del lugar en el decimoquinto volumen del Diccionario geográfico-estadístico-histórico de España y sus posesiones de Ultramar de Pascual Madoz, donde aparece descrita con las siguientes palabras: «igl. parr. (San Estéban) aneja de Usurbil, creada en 1816 y servida por un vicario coadjutor». En el Diccionario histórico-geográfico-descriptivo de los pueblos, valles, partidos, alcaldías y uniones de Guipúzcoa (1862) de Pablo de Gorosábel, ya se habla del edificio como de una ermita.